# Carmen Monné
Pour les articles homonymes, voir Monné.
Carmen Monné, née à New York (États-Unis d'Amérique) en 1895 et morte à Saint-Sébastien (Espagne) en 1959, est une intellectuelle et peintre espagnole liée à la Génération de 1898.

## Biographie
Carmen Monné épouse l'artiste Ricardo Baroja en 1919. Artiste peintre, elle passe une partie de sa vie à Bera, en Navarre, et à Madrid. Le couple maintient une collaboration personnelle et professionnelle dans un environnement familial artistique et intellectuel privilégié.
Carmen Monné est la belle-sœur de Carmen Baroja — avec qui elle se rapproche du théâtre — et de Pio Baroja, et en ce sens intègre la saga familiale des Baroja.
Elle s'intéresse également à la création en 1918 du Lyceum Club Femenino de Madrid, à la recherche alors de soutiens financiers, et se rapproche de cette institution féministe.